# الحرين (السدة)

تعديل مصدري - تعديل

الحرين محلة تابعة لقرية الضجام، التابعة لعزلة المرخام بمديرية السدة إحدى مديريات محافظة إب في الجمهورية اليمنية.، بلغ تعداد سكانها 115 حسب تعداد اليمن لعام 2004.